# Himalayacalamus porcatus
Himalayacalamus porcatus là một loài thực vật có hoa trong họ Hòa thảo. Loài này được Stapleton mô tả khoa học đầu tiên năm 1994.